# Štefanje
Štefanje je vesnice a správní středisko stejnojmenné opčiny v Chorvatsku ve Bjelovarsko-bilogorské župě. Nachází se asi 11 km severovýchodně od Čazmy a asi 14 km jihozápadně od Bjelovaru. V roce 2011 žilo ve Štefanji 336 obyvatel, v celé opčině pak 2 030 obyvatel.
Součástí opčiny je celkem devět trvale obydlených vesnic. Ačkoliv je střediskem opčiny Štefanje, jejím největším sídlem je Narta a Štefanje je až třetí největší vesnicí.
- Blatnica – 130 obyvatel
- Daskatica – 122 obyvatel
- Donja Šušnjara – 131 obyvatel
- Gornja Šušnjara – 28 obyvatel
- Laminac – 341 obyvatel
- Narta – 677 obyvatel
- Starine – 79 obyvatel
- Staro Štefanje – 186 obyvatel
- Štefanje – 336 obyvatel

Opčinou prochází státní silnice D43 a župní silnice Ž3081, Ž3082 a Ž3283. Severně protéká řeka Česma a nachází se zde velké množství rybníků.